# Instituto Internacional de Derechos Humanos
El Instituto Internacional de Derechos Humanos (IIDH-América) tiene jurisdicción en todo el continente americano con Sede Oficial en la Ciudad Autónoma de Buenos Aires. Persigue idénticos propósitos que el Institut International des Droits de l'Homme (Instituto Internacional de Derechos del Hombre) de Estrasburgo (IIDH-Strasbourg). Cada Instituto actúa con independencia e interrelación en cada uno de sus continentes.
El IIDH-América es una asociación sin ánimo de lucro fundada por el embajador argentino Juan Archibaldo Lanús, el magistrado Eugenio Raúl Zaffaroni, el escritor Daniel Herrendorf y el magistrado Carlos S. Fayt; la embajadora emérita mexicana Rosario Green Macías; el embajador peruano José Luis Pérez Sánchez-Cerro, y el escritor colombiano Yamid Zuluaga Quintero. 
Forman parte del Instituto americano Estados Nacionales, universidades, organismos gubernamentales, iglesias e institutos académicos, además de investigadores y profesionales de los Derechos Humanos.
El IIDH-Strasbourg fue fundado por René Cassin quien ganó el Premio Nobel de la Paz en 1968. René Cassin donó el dinero del premio para la creación de un instituto internacional en Estrasburgo, con competencia en toda Europa.
Ambos organismos trabajan con idénticos propósitos, adecuando sus actividades al continente al cual pertenece cada uno.

## Objetivos
El IIDH-América auspicia la sanción por parte de todos los países miembros de la Organización de las Naciones Unidas, de un Código de Derechos Humanos tal como hay códigos civiles o penales en cada país. Sigue de esta manera las habituales Recomendaciones del Comité de Derechos Humanos de la Organización de Naciones Unidas (ONU). Propicia un modelo de Código de Derechos Humanos editado en español en 2014 (Thomson-Reuters).
Asimismo, realiza seminarios, coloquios y conferencias en convenio con universidades públicas y privadas. Para ello cuenta con un Colegio Académico de juristas, diplomáticos, jueces, funcionarios internacionales y académicos entre los que se destacan los magistrados argentinos Carlos S. Fayt y Eugenio Raúl Zaffaroni; los embajadores extraordinarios de México Rosario Green Macías, de Perú José Luis Pérez Sánchez-Cerro y de Argentina Juan Archibaldo Lanús; el presidente de la Asociación de Universidades Confiadas a la Compañía de Jesús Mons. Fernando Fernández Font (México); el presidente de la Corte Europea de Derechos Humanos (2007-2011) Jean-Paul Costa, entre otros.

## Código de Derechos Humanos
El Código de Derechos Humanos fue elaborado para su tratamiento por los parlamentos de las naciones de acuerdo a la Carta de la Organización de las Naciones Unidas y la Carta Internacional de Derechos Humanos. Es un documento que de manera clara y sencilla expone una visión práctica de los Derechos Humanos dejando de lado las declaraciones que por años han sido objeto de admiración por su ánimo altruista, pero que en la praxis de los procedimientos concretos en cada país no tienen un peso relevante que mejore la calidad de la vida de la población mundial.
En cumplimiento de la recomendación del Comité de Expertos en Derechos Humanos de la Organización de las Naciones Unidas, este Instituto Internacional procura promover la sanción de un Código de Derechos Humanos por parte de cada uno de los países miembros de ese organismo internacional, con la participación de un conjunto de universidades, asociaciones civiles y, sobre todo, organismos internacionales vinculados a la ONU como Miembros Observadores.
Con el objetivo de promover el Código de Derechos Humanos, el IIDH-AMÉRICA ha hecho presentaciones del Código  en instituciones académicas y organismos de diversa naturaleza; entre ellos se encuentra el Consejo Argentino para las Relaciones Internacionales (CARI),  la Universidad Austral, la Universidad de Buenos Aires, la Universidad Católica de Córdoba, la Nunciatura Apostólica Argentina, el Parlamento Andino, la Defensoria General de la Nación Argentina, etc.- como marco de diversas giras internacionales  de presentaciones que busca promover el Código de Derechos Humanos en el mundo
Protocolo de la obra:
Carácter: Codificación normativa
Estructura: Dos Partes, veintinueve Libros, CI Títulos, 618 artículos.
Fundamentos: Tratado Internacional de Derechos Humanos de acuerdo a los lineamientos de la ONU, la OEA y la UE.
Estado: Proyecto parlamentario particular para cada uno de los 193 países de la ONU. Cada país adecuará el Código a las singularidades políticas, jurídicas y culturales de cada uno.
Origen del texto normativo: El “Código de Derechos Humanos” es la conclusión del “Tratado Internacional de Derechos Humanos”, obra en ocho tomos editados por la editorial américo-germana Thomson-Reuters (Buenos Aires, 2014).

## El Instituto y la deuda externa Argentina
El fundador de este Instituto Internacional de Derechos Humanos, Daniel Herrendorf, presentó en 2014 una medida cautelar ante la Comisión Interamericana de Derechos Humanos (CIDH) contra la sentencia del juez neoyorquino Thomas Griesa que obligaba a la Argentina a pagar de inmediato y en efectivo deuda comprada por fondos especulativos internacionales o “fondos buitre”. Con ese trámite auspiciado por el Instituto, procedía suspender la ejecución del fallo hasta que la CIDH determinara si se violaron tratados internacionales. El recurso mencionado procede a través de una “petición particular” a realizar por cualquier argentino ante la CIDH, solicitando se ordene al país “no pagar”.
Citando los precedentes contra los Estados Unidos “Russell Bucklew”, “Charles Warner” y “Omar Khadr”, la CIDH dicta medidas cautelares en asuntos que “guarden o no conexidad con una petición o caso” en virtud del Pacto de Derechos Económicos, Sociales y Culturales: se entendía que si la Argentina realizaba una masiva y drástica reasignación de recursos para atender el fallo, no podía satisfacer simultáneamente necesidades básicas de la población con graves riesgos inmediatos. Se denunció en la misma oportunidad la violación de la Carta de Derechos y Deberes Económicos de Naciones Unidas que obliga a los países desarrollados a conceder “un trato preferencial generalizado, sin reciprocidad y sin discriminación” a los países en desarrollo (art. 19). La ejecución de la sentencia está suspendida,  en trámite de verificación por la CIDH.